# Sói đỏ Bắc Mỹ
Sói đỏ Bắc Mỹ (danh pháp hai phần:Canis rufus) là một loài chó sói thuộc Họ Chó. Loài này đã từng sinh sống khắp Đông Nam Hoa Kỳ và là một loài sống sót sau thời kỳ băng hà của kỷ Pleistocene muộn.

## Hình ảnh

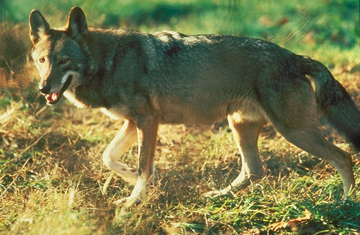
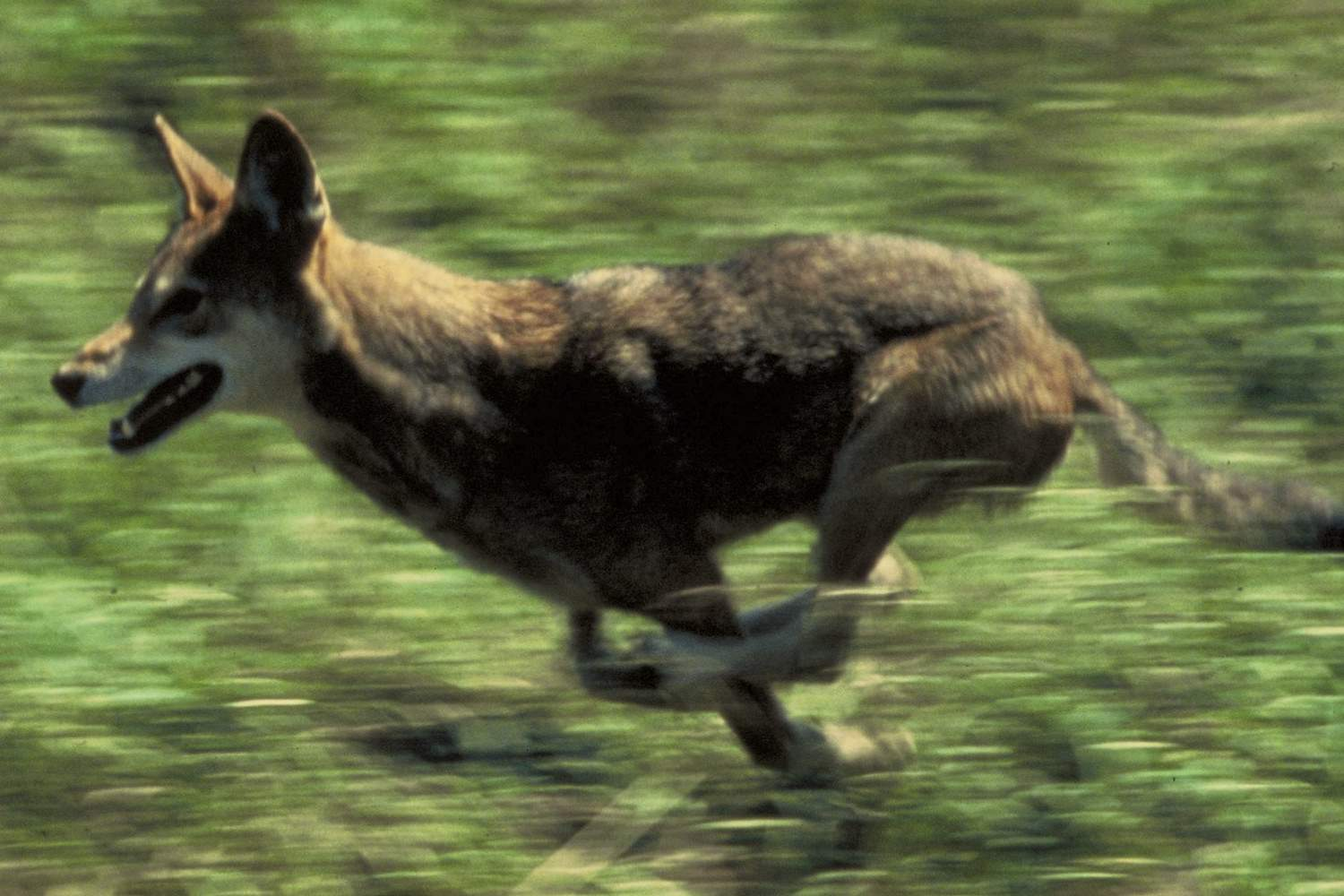
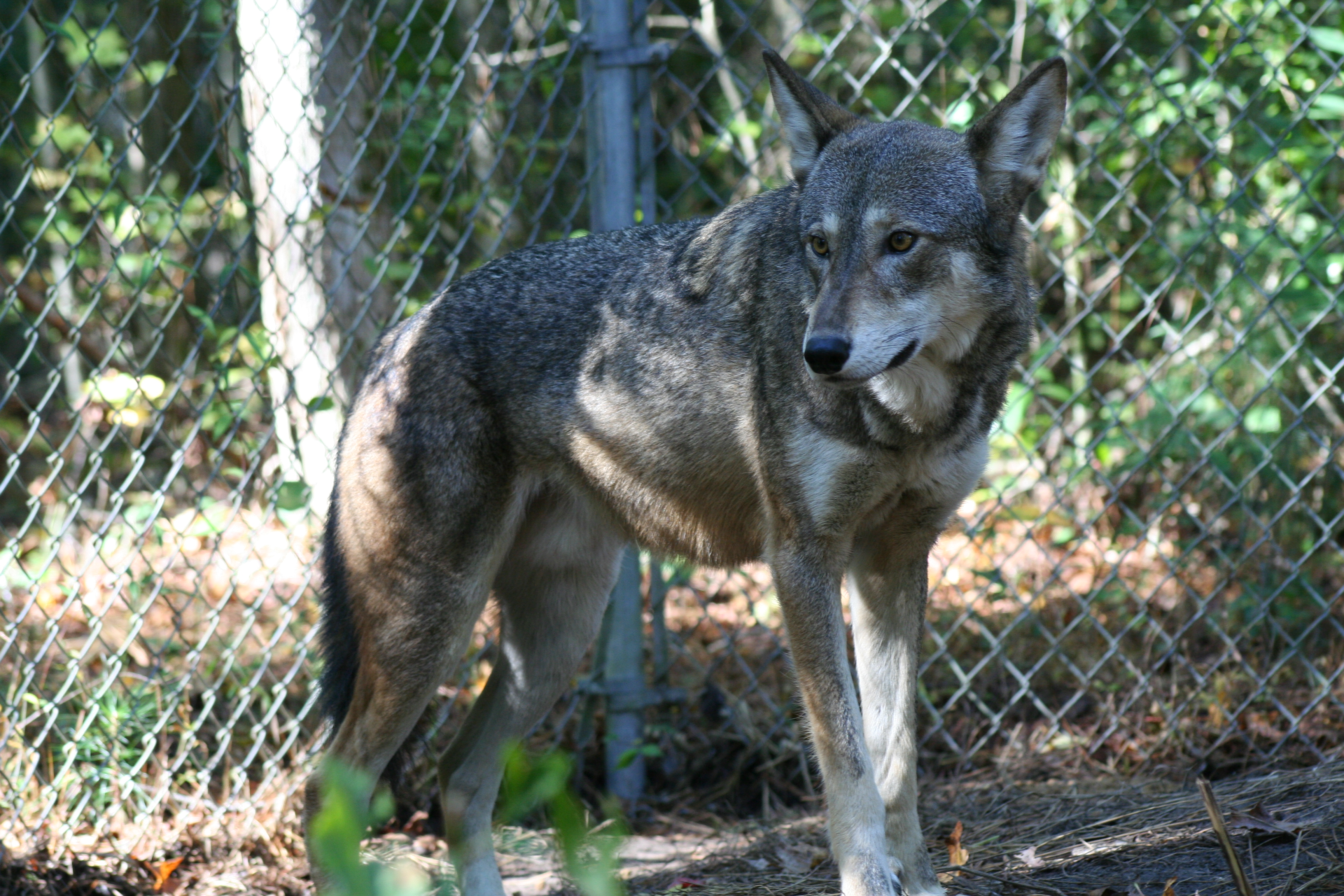